# Linia 1 metra w Baku
Linia 1 metra w Baku – jedna z trzech linii metra w Baku. Pierwszy odcinek otwarto 6 listopada 1967 r. Linia była rozbudowywana etapami, budowę ukończono 2002 roku. Całkowita długość linii to 18,36 km, liczba stacji równa się 13.

## Opis
Linia 1 współdzieli z linią 2 odcinek od stacji Həzi Aslanov do stacji 28 May, na której obie linie rozdzielają się na niezależne odcinki.
6 listopada 1967 r. uruchomiono pierwszy fragment trasy łączący zajezdnię im. Nərimanova ze stacją Gənclik.

## Stacje

### Lista stacji
| Nazwa                       | Data otwarcia    | Rejon miasta | Liczba peronów | Przesiadki |
| --------------------------- | ---------------- | ------------ | -------------- | ---------- |
| İçərişəhər                  | 6 listopada 1967 | Səbail       | 1              |            |
| Sahil                       | 6 listopada 1967 | Səbail       | 1              |            |
| 28 May                      | 6 listopada 1967 | Nəsimi       | 1              | 2          |
| Gənclik                     | 6 listopada 1967 | Nərimanov    | 1              | 2          |
| Nəriman Nərimanov           | 6 listopada 1967 | Nərimanov    | 1              | 2          |
| Bakmil                      | 25 września 1970 | Nərimanov    | 1              | 2          |
| Zajezdnia Nəriman Nərimanov | 6 listopada 1967 | Nərimanov    | –              | 2          |
| Ulduz                       | 5 maja 1970      | Nərimanov    | 1              | 2          |
| Koroğlu                     | 6 listopada 1972 | Nizami       | 1              | 2          |
| Qara Qaraev                 | 6 listopada 1972 | Nizami       | 1              | 2          |
| Neftçilər                   | 6 listopada 1972 | Nizami       | 1              | 2          |
| Xalqlar Dostluğu            | 6 listopada 1972 | Nizami       | 1              | 2          |
| Əhmədli                     | 28 kwietnia 1989 | Xətai        | 1              | 2          |
| Həzi Aslanov                | 10 grudnia 2002  | Xətai        | 1              | 2          |

### Galeria

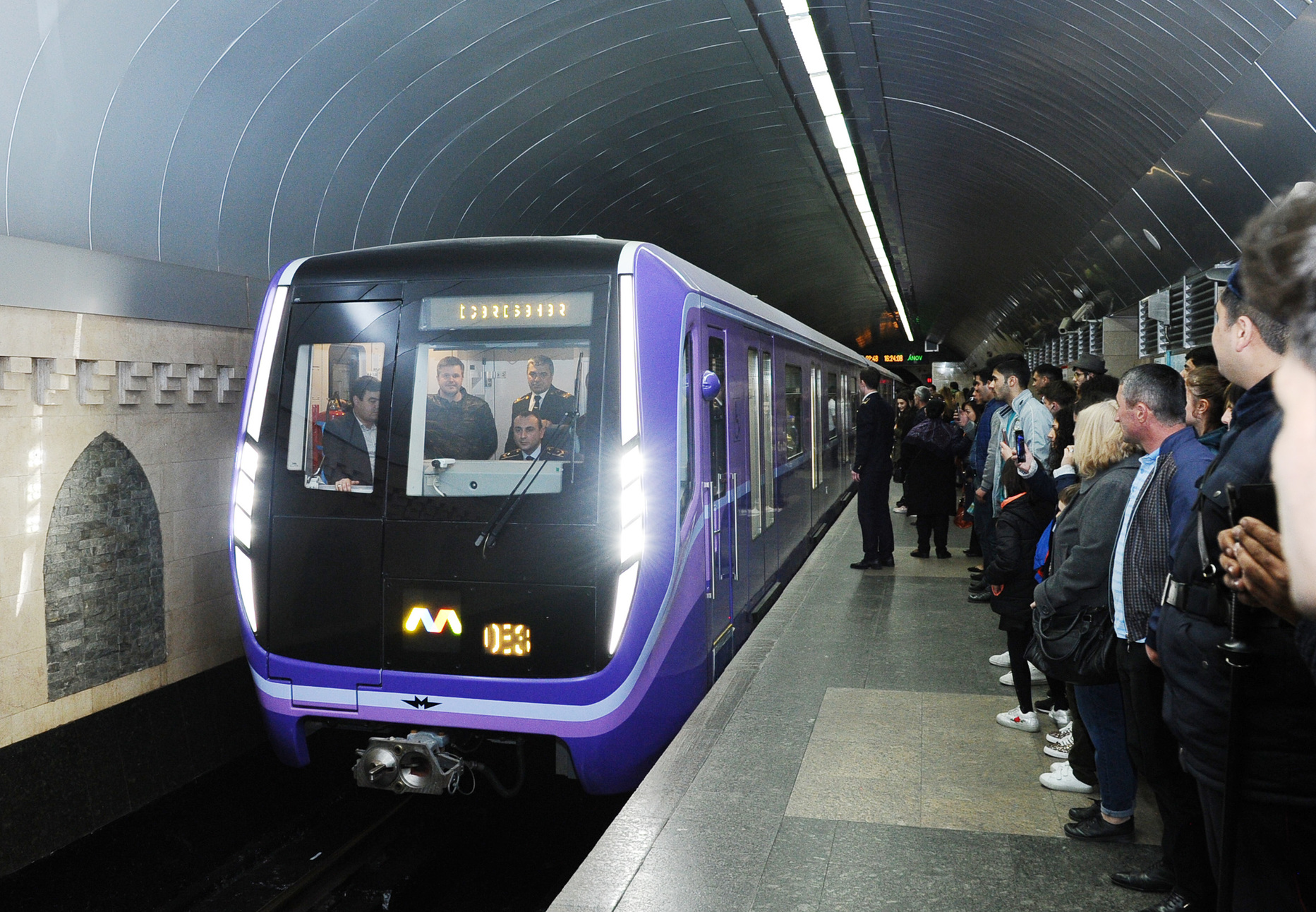
İçərişəhər
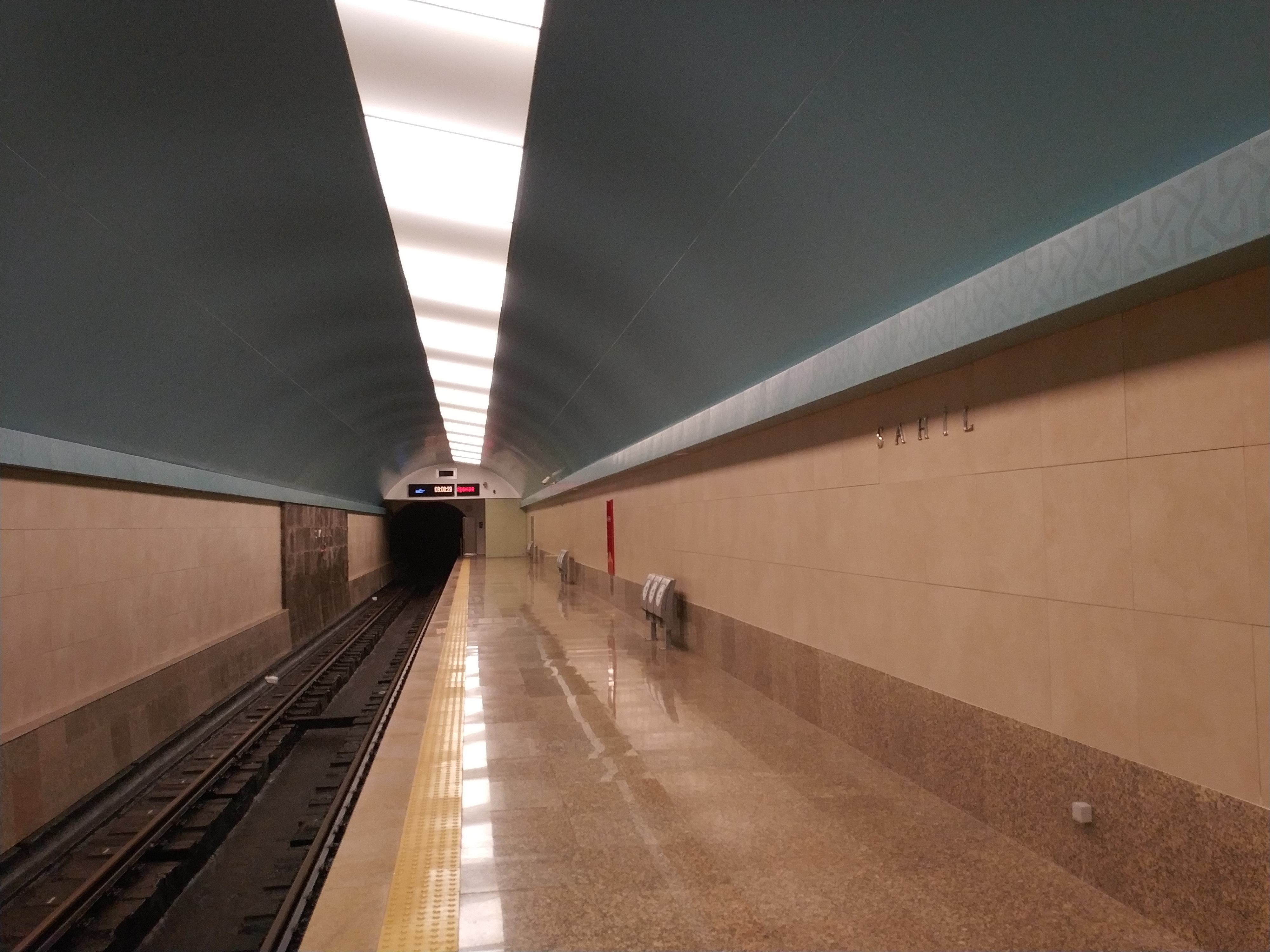
Sahil
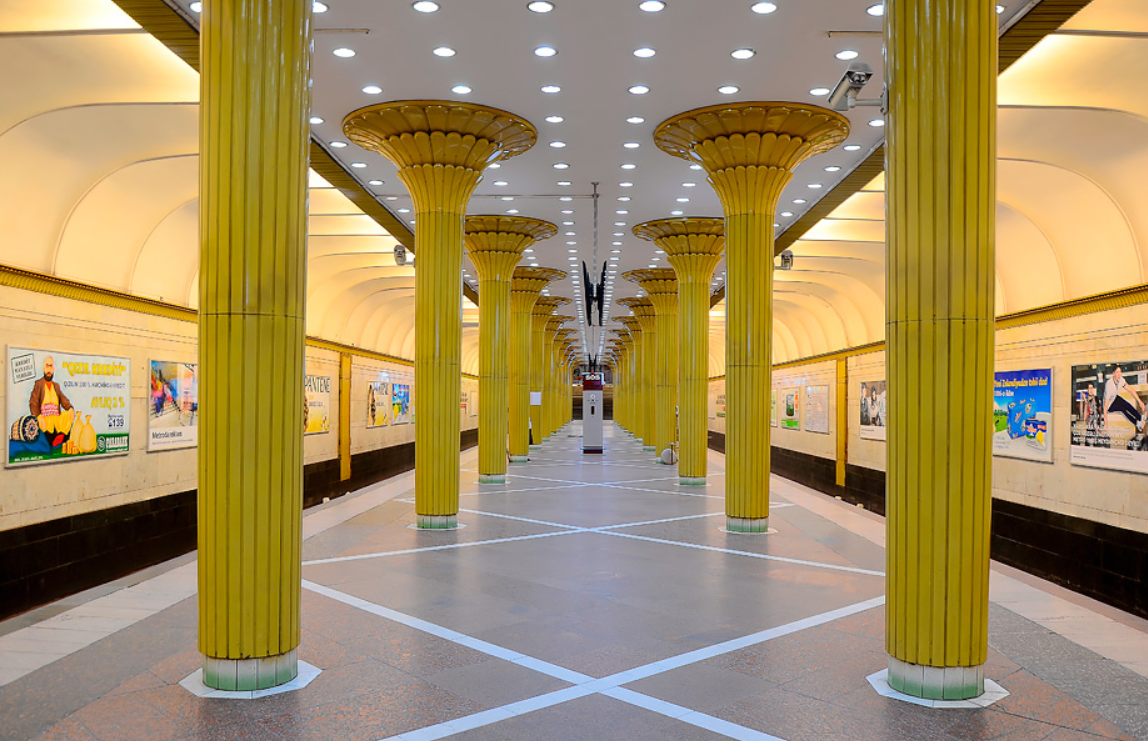
Nəriman Nərimanov
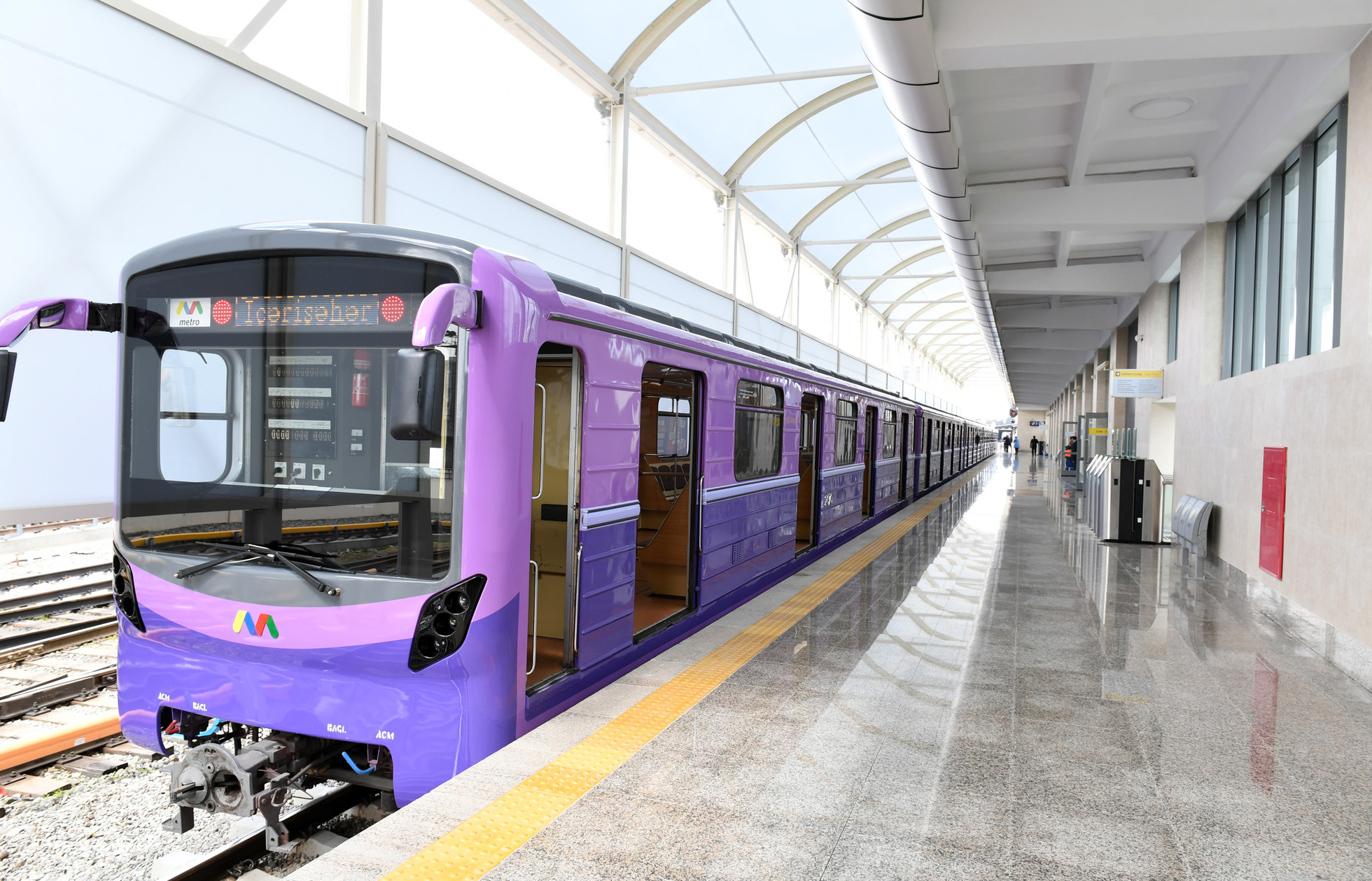
Bakmil
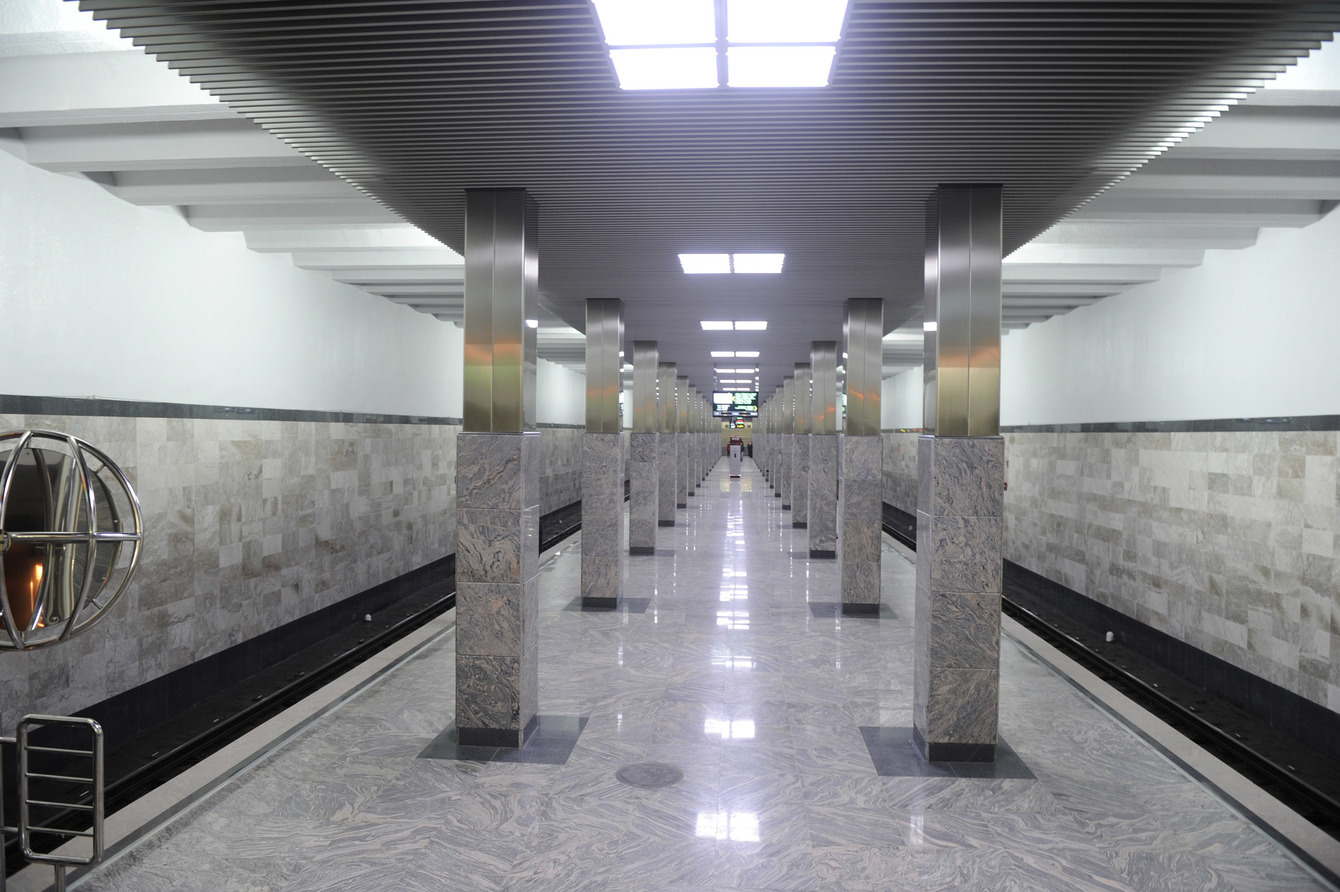
Koroğlu
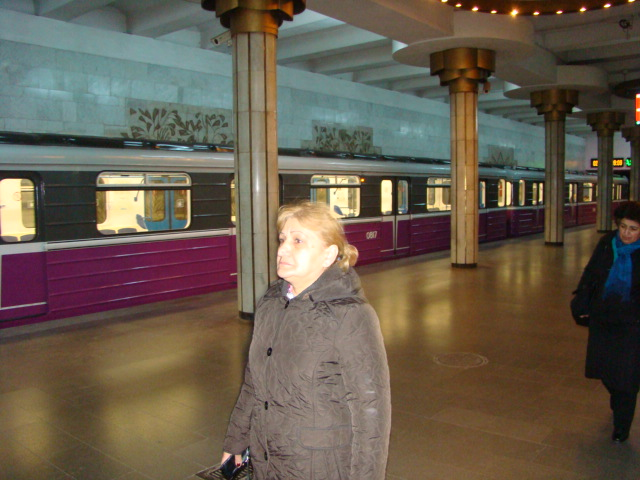
Xalqlar Dostluğu
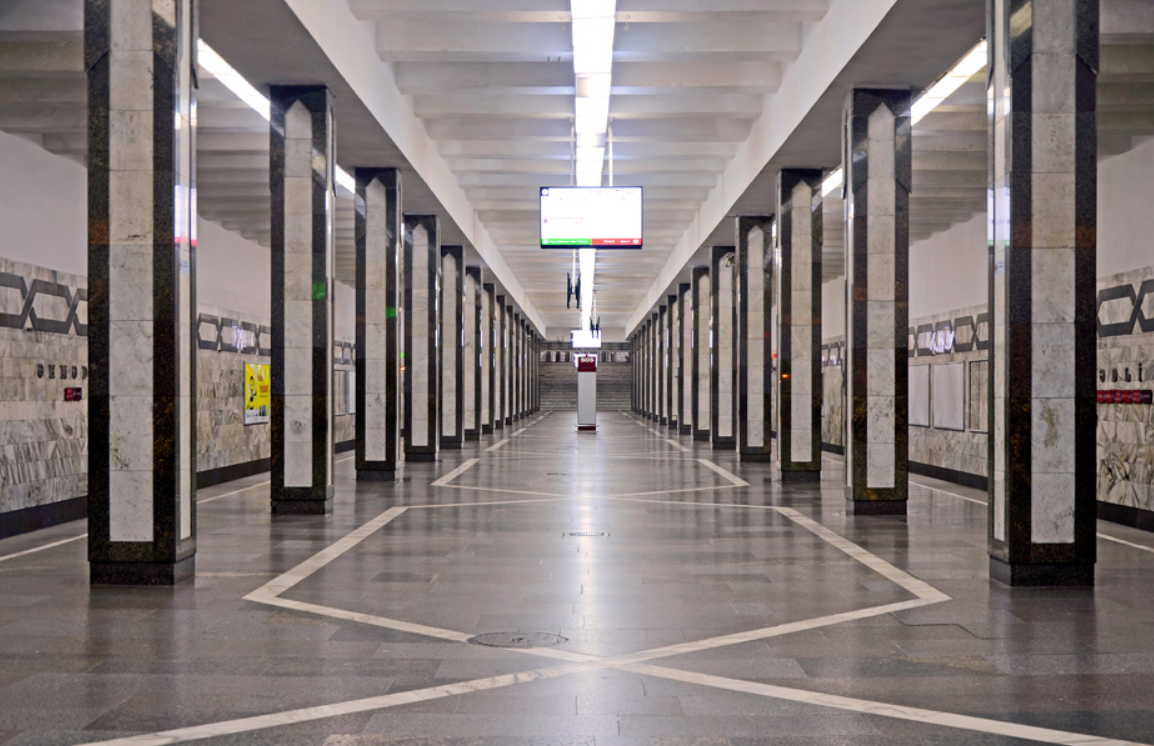
Əhmədli
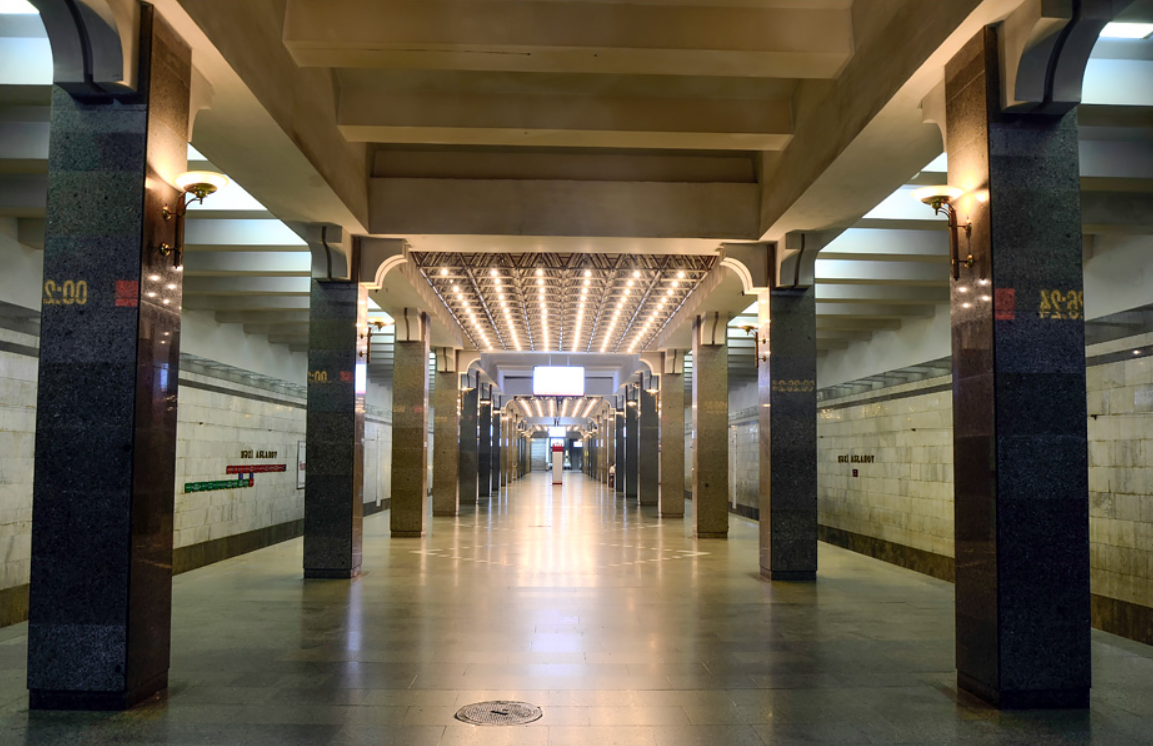
Həzi Aslanov